# Șoldănești
Șoldănești – miasto w Mołdawii; stolica rejonu Șoldănești; 8 tys. mieszkańców (2006). Ośrodek przemysłowy.